# Karol Bentkowski
Karol Fryderyk Maksymilian Bentkowski, herbu Prawdzic (ur. 27 maja 1820 w Warszawie  – zm. 19 czerwca 1901 w Terijoki) – polski inżynier dróg i mostów działający na terenie Rosji.

## Życie
Ukończył studia w Instytucie Korpusu Inżynierów Komunikacji w Petersburgu w 1840. Jako porucznik (1844), a potem kapitan (1847) a potem podpułkownik (1852) był urzędnikiem VI okręgu komunikacyjnego w Petersburgu. Jako pomocnik Stanisława Kierbedźia (1810–1899) uczestniczył w latach 1842-1850 w budowie pierwszej stałej przeprawy przez Newę łączącą centralną część Petersburga z Wyspą Wasilewską - Mostu Błagowieszczeńskiego w Petersburgu. W latach 1852–1859 brał udział w budowie wałów na Wyspie Wasilewskiej oraz budowie nabrzeży dla statków a potem w budowie kolei konnej na Wyspie Wasilewskiej od przystani do budynku giełdy. Uczestniczył w wojnie krymskiej. W latach 1865–1870 był inspektorem kolei do Peterhofu i Carskiego Sioła. W 1870 został radcą i etatowym inżynierem IV klasy Ministerstwa Komunikacji. W latach 80. XIX wieku był dyrektorem towarzystwa kolejowego budowanej przez siebie drogi żelaznej Poti–Tyflis. W 1895 został tajnym radcą. Był członkiem Rosyjskiego Towarzystwa Technicznego. W ostatnich latach swego życia mieszkał wraz z rodziną w Terijoki (obecnie część Petersburga). Należał wówczas do Towarzystwa Dobroczynnego w tym mieście (1895-1900). 
Pochowany na Starych Powązkach w Warszawie (kwatera 16, rząd 6, miejsce 27).

### Odznaczenia
- Order św. Stanisława II klasy z koroną cesarską (1862).
- Order św. Anny II klasy z koroną cesarską (1869).
- Order św. Włodzimierza III klasy (1873).
- Order św. Stanisława I klasy (1878).
- Order św. Anny I klasy (1881).

## Życie prywatne
Syn historyka i filologa Feliksa Jana (1781- 1852) i Emilii z domu Zejdler (1794-1852). Jego braćmi byli powstaniec listopadowy i zmartwychwstaniec  Alfred (1813-1850), powstaniec listopadowy i uczestnik powstania węgierskiego 1848 Władysław (1817-1887)  i kustosz Muzeum Czartoryskich w Krakowie Leon (1823-1889), zaś siostrami Helena Rozalia (1828-1898) żona Leonarda Wasiutyńskiego (1816-1899), Ludwika (1830-1859) żona Hieronima Krzyżanowskiego (1819-1875). Ożenił się z Teresą z domu Bruni (1850-1910) Mieli synów: tajnego radcę i senatora Alfreda (1860-1930), inżyniera kolejowego Roberta (1868-?), adwokata Wiktora (1876-?) i córkę Julię (1871-1966).